# Leopold David de Rothschild
Leopold David de Rothschild CBE, RD (* 12. Mai 1927 in London; † 19. April 2012) war ein britischer Bankier.

## Leben
Leopold David de Rothschild wurde im Mai 1927 als jüngstes von vier Kindern und zweiter Sohn von Lionel Nathan de Rothschild und dessen Frau Marie Louise Eugénie Beer geboren. Während des Zweiten Weltkrieges wurde er für drei Jahre, zusammen anderen Kindern der weitverzweigten Rothschildfamilie, nach Nordamerika geschickt. 1943 kehrte er nach England zurück. Er besuchte die Harrow School in Harrow on the Hill, im Londoner Stadtbezirk London Borough of Harrow, leistete zwei Jahre seinen National Service in der Royal Navy auf der HMS Kenya, einem Leichten Kreuzer der Crown-Colony-Klasse, und studierte anschließend am Trinity College der University of Cambridge.
Nach Beendigung seines Studiums wurde er im Bankengewerbe tätig und sammelte in verschiedenen Banken erste Erfahrungen. Schließlich wechselte er zur N M Rothschild & Sons. Bereits seit 1956 Partner, wurde Rothschild 1970 Direktor bei N M Rothschild & Sons. Als Direktor der setzte er sich für die Verstärkung der Aktivitäten von N M Rothschild & Sons in Lateinamerika, vor allem in Mexiko, Brasilien und Chile, ein. In Brasilien unterstützte er die Finanzierung der Rio-Niterói-Brücke. Von 1970 bis 1983 war er Direktor bei der Bank of England sowie von 1982 bis 1995 Direktor bei der Sun Alliance & London Insurance.
Neben seiner Karriere im Bankenwesen setzte sich Rothschild auch für die Förderung von Musik und Kunst ein. Ein anderes Steckenpferd von ihm waren Dampflokomotiven. So war er unter anderem Mitglied des National Railway Museum Advisory Committee. Von 1975 bis 1997 war er Trustee im Glyndebourne Arts Trust. Von 1987 bis 1997 war er Trustee des National Museum of Science and Industry. Von 1988 bis 1999 war er Vorsitzender des Council des Royal College of Music. Von 1990 bis 2000 war Rothschild Mitglied im Council des Winston Churchill Memorial Trust. 2001 wurde er Präsident des English Chamber Orchestra. Ein Jahr später dann auch des Bach Choir. In diesem hatte er für ungefähr 50 Jahre gesungen. Rothschild war Fellow des Royal College of Music.
Rothschild war unverheiratet und hatte keine Kinder.

## Auszeichnungen
- 1978: Order of Francisco de Miranda (1. Klasse)
- 1985: Commander des Order of the British Empire
- 1991: Ehrendoktorwürde der University of York
- 1993: Großoffizier des Order de Merito (Chile)
- 1993: Großoffizier des Ordens vom Kreuz des Südens
- 1994: Orden vom Aztekischen Adler